# Lhok Leumak
Lhok Leumak is een bestuurslaag in het regentschap Aceh Timur van de provincie Atjeh, Indonesië. Lhok Leumak telt 505 inwoners (volkstelling 2010).